# یواس‌اس دکستراس (ام‌سی‌ام-۱۳)
یواس‌اس دکستراس (ام‌سی‌ام-۱۳) (به انگلیسی: USS Dextrous (MCM-13)) یک کشتی است که طول آن ۲۲۴ فوت (۶۸ متر) می‌باشد. این کشتی در سال ۱۹۹۲ ساخته شد.